# محمد الفايد (خبير تغذية)
محمد فايد بلمحجوب هو خبير تغذية مغربي من مواليد سنة 1955 في أولاد سعيد بسطات. عُرف من خلال برنامج «نخل ورمان» الذي كان يُبثّ على قناة السادسة المغربية، وأيضا عبر محاضراته التي يقدمها بخصوص التغذية. وهو أستاذ سابق بمعهد الحسن الثاني للزراعة والبيطرة.
يثير الفايد الجدل في عدد من تصريحاته، حيث يهاجمه العديد من المتفاعلين ويتهمونه «بتغليط الرأي العام وترويج معطيات غير صحيحة من الناحية العلمية»، فيما يُدافع عنه آخرون مؤكدين أنه «يتحدث من منطلق تخصصه في مجال علوم الأغذية».

## مسيرته
بعد حصوله على الشهادة الابتدائية، انتقل الفايد إلى مدينة سطات، ليتابع تعليمه الإعدادي، وحصل على الشهادة الثانوية بثانوية ابن عباد، ثم انتقل إلى ثانوية الرازي بالمدينة نفسها ليتابع الطور الثانوي علمي، ولم يحصل على شهادة الثانوية العامة (الباكلوريا) لظروف صعبة كانت تعترضه. واجتاز مباراة تقني المختبر التابعين لوزارة الفلاحة، وتكون بمعهد الحسن الثاني للزراعة والبيطرة، بعد حصوله على دبلوم تقني مخبري تخصص علم الأحياء الدقيقة الغذائي سنة 1977، بعد ذلك عمل بالمعهد لمدة أربع سنوات.
حصل أيضا على شهادة الثانوية العامة (باكلوريا) بالبعثة الفرنسية سنة 1979 بثانوية ديكارت بالرباط كمرشح حر، واجتاز مباراة ولوج تكوين المهندسين بمعهد الحسن الثاني للزراعة والبيطرة، وتخرج منه مهندسا في التكنولوجيا الغذائية سنة 1984.
وأعيد تعيينه بالمعهد، وبعد سنتين من العمل مُهندسا اجتاز مباراة الولوج لسلك الأساتذة الجامعيين حيث عين أستاذا مساعدا، ثم التحق بجامعة بليز باسكال بفرنسا لاستكمال دراسته في إطار أطروحة الدكتوراه. حصل على دبلوم الدراسات المعمقة في علوم الأغذية سنة 1988، ودبلوم مهندس متخصص في الصناعات الغذائية من معهد الحسن الثاني للزراعة والبيطرة سنة 1989، وناقش أطروحة الدكتوراه الفرنسية سنة 1990 النظام الجديد تخصص التقانة الحيوية في موضوع «تدقيق صناعة السّمن المغربي»، وقد كان مسجلا كذلك في دكتوراه الدولة بمعهد الحسن الثاني وكانت دكتوراه دولية، حيث حصل عليها سنة 1992 في موضوع «أساليب تحويل المواد الزراعية»[بحاجة لمصدر].
وفي سنة 1999 أعاد اجتياز شهادة الثانوية العامة شرعية أصيلة، ثم تسجل في كلية الحقوق أكدال الرباط.

## مؤلفاته
بلغت أبحاثه التي رفعها على ريسرش غيت 86 بحثا، منها 13 متوفرة عبر PubMed

## جوائز وتشريفات
- حاز الفايد مناصفة مع محمد اليشيوي على جائرة الحسن الثاني للبيئة سنة 1999، وذلك في مجال الوقاية ومكافحة التلوث والإذايات.[7]
- في 28 نوفمبر 2020، توج الفايد بجائزة التميز المهني العربي، فئة التميز العربي للعام 2020، ضمن جائزة جلوبال العالمية.[8][9]

## الجدل
أثارت عدد من تصريحات الفايد الجدل، حيث سبق أن أوصى بوجوب الصيام في رمضان على جميع الأشخاص بما فيهم الحوامل والمرضى، كما نصح مرضى السرطان بأكل بذور فاكهة المشمش لعلاج السرطان. وتصريحات أخرى بتناول بعض الأعشاب لتسخين الجسم ورفع المناعة لمحاربة مرض كورونا، وذلك عبر فيديو مقابلته على قناة البلاد الجزائرية اعتبر فيه أن شهر رمضان سيقضي على فيروس كورونا المستجد.

## روابط خارجية
- محمد الفايد على موقع theses
- سيرة محمد الفايد على قاعدة بيانات الكفاءات المغربية
- الدكتور محمد الفايد أحد ضيوف برنامج على قناة RT Arabic بعنوان: كيف غير كورونا من طقوس وشعائر الأديان؟